# 510

510(오백십)은 509보다 크고 511보다 작은 자연수다.

## 수학
- 합성수로, 그 약수는 총 16개다. (1, 2, 3, 5, 6, 10, 15, 17, 30, 34, 51, 85, 102, 170, 255, 510)
  - 510의 진약수의 합은 786이므로, 510은 과잉수다.
  - 제곱 인수가 없는 27번째 과잉수다. 이 성질을 지닌 앞의 수는 498, 다음 수는 534다. (OEIS의 수열 A087248)
- {\displaystyle 510=47+53+59+61+67+71+73+79}
  - 연속하는 소수(素數) 8개의 합으로 나타낼 수 있으며, 이 성질을 지닌 앞의 수는 474, 다음 수는 546이다.
- {\displaystyle 510=31+37+41+43+47+53+59+61+67+71}
  - 연속하는 소수(素數) 10개의 합으로 나타낼 수 있으며, 이 성질을 지닌 앞의 수는 468, 다음 수는 552이다.
- {\displaystyle 510=8^{2}+9^{2}+10^{2}+11^{2}+12^{2}}
  - 연속하는 자연수 5개의 제곱합으로 나타낼 수 있으며, 이 성질을 지닌 앞의 수는 415, 다음 수는 615다.
- {\displaystyle 510=2^{9}-2^{1}}
- {\displaystyle 13^{4}-1}은 510으로 나누어떨어진다.

## 과학·기술
- NGC 510(영어판): 물고기자리 방향에 있는 이중성.
- 아브로 510(영어판): 아브로의 경주용 복엽기.

## 교통

### 철도
- 수도권 전철 5호선 방화역의 역번호.

### 도로
- 510번 지방도 (폐지): 충청북도 청주시 청원구 오창읍에서 충주시 살미면 신당리까지 이어지던 대한민국의 과거 지방도.
- 현도 제510호선

## 군사
- U-510(영어판, 독일어판): 제2차 세계 대전에 사용된 나치 독일의 군용 잠수함. 제2차 세계 대전의 종전 후 프랑스 해군에 편입되어 ‘부앙(Bouan)’이라는 이름으로 사용되었다.

## 문화유산
- 대한민국의 보물 제510호: 칠곡 기성리 삼층석탑
- 대한민국의 사적 제510호: 고령 사부동과 기산동 요지

## 방송
- 스카이라이프의 ENA 플레이 채널 번호.
- KT HCN의 JTBC 골프앤스포츠 채널 번호.

## 기타
- 날짜: 5월 10일
- 연도: 510년, 기원전 510년
- 510년대
- 한국십진분류법에서 의학에 관한 책들이 분류되는 번호.